# اکاجت، پوبلا
اکاجت، پوبلا (به اسپانیایی: Acajete, Puebla) در مکزیک است که در پوئبلا واقع شده‌است.